# Joseph Harris (organiste)
Pour les articles homonymes, voir Joseph Harris et Harris.
Joseph Harris était un organiste et compositeur anglais, né à Birmingham le 8 septembre 1743 et décédé à Liverpool en octobre 1814.

## Biographie
Joseph Harris est devenu bachelier en musique à l’Université d’Oxford en mars 1773.
Il fut ensuite engagé comme organiste à l’église Saint-Martin de Birmingham en 1787.
Il composa deux recueils de chansons et surtout 6 quatuors avec clavecin op. 2 (1774) – dans lesquels les cordes partagent le rôle mélodique avec le clavier, ce qui constitue une nouveauté pour l'époque – qui peuvent être considérés comme les prémices du quatuor avec piano.